# Колония (община Гази Баба)
Колония (на македонска литературна норма: Колонија) е село в община Гази Баба на Република Македония.

## География
Селото е разположено в Скопската котловина на левия бряг на Вардар и на практика е квартал на Скопие.

## История
До 2014 година селото е част от Идризово. През септември 2014 година е направено отделно село със закон.